# Максимов, Вячеслав Георгиевич (хоккеист)
Вячеслав Георгиевич Максимов (26 августа 1941 — 17 октября 2020) — советский хоккеист, нападающий. Мастер спорта СССР.

## Биография
В сезоне 1958/59 дебютировал в команде класса «Б» СК им. Урицкого (Казань), два следующих сезона играл за команду в первенстве РСФСР. В сезонах 1961/62 — 1962/63 проходил армейскую службу в команде чемпионата СССР СКА Куйбышев, также играл за местные клубы «Маяк» и «Волга» в первенстве РСФСР. Затем выступал за СК им. Урицкого (1964/65 — 1965/66) и «Спутник» Альметьевск (1966/67 — 1969/70).
На протяжении многих лет играл за любительские команды Казани. Работал тренером команды «Спарта» при 31-й школе.